# Kansas City Chiefs 1998
La stagione 1998 dei Kansas City Chiefs è stata la 29ª nella National Football League e la 39ª complessiva.
La stagione iniziò con la volontà di vendicare la sconfitta nei playoff dell'anno precedente da parte dei Denver Broncos ma la squadra ebbe scarso successo in una AFC West altamente competitiva, chiudendo con un record di 7-9 al quarto posto della division. Il capo-allenatore Marty Schottenheimer annunciò la sua decisione di lasciare la franchigia a fine anno dopo dieci stagioni, venendo sostituito dal coordinatore difensivo Gunther Cunningham.

## Roster
| Roster dei Kansas City Chiefs nel 1998 |
| --- |
| Quarterback - 12 Rich Gannon - 11 Elvis Grbac Running Back - 30 Donnell Bennett - 38 Kimble Anders FB - 49 Tony Richardson - 39 Bam Morris - 22 Rashaan Shehee Wide Receiver - 82 Derrick Alexander - 84 Joe Horn - 81 Kevin Lockett - 89 Andre Rison - 87 Tamarick Vanover Tight End - 88 Tony Gonzalez - 85 Brian Roche - 80 Willy Tate Offensive Linemen - 61 Tim Grunhard C - 62 Glenn Parker G - 66 Victor Riley T - 68 Will Shields G - 70 Marcus Spears T - 79 Dave Szott G Defensive Linemen - 71 Tom Barndt DT - 93 John Browning DE - 98 Eric Hicks DE - 91 Leslie O'Neal DE - 97 Ty Parten DE - 95 Derrick Ransom DT - 92 Dan Williams DT Linebacker - 50 Anthony Davis - 59 Donnie Edwards - 55 Ron George OLB - 51 Greg Manusky - 58 Derrick Thomas - 57 Jerrott Willard Defensive Back - 34 Dale Carter CB - 40 James Hasty CB - 29 Mark McMillian - 25 Reggie Tongue SS - 21 Jerome Woods FS Special Team - 5 Louie Aguiar P - 10 Pete Stoyanovich K                      |
| Legenda - I rookie sono in corsivo. - Il primo ruolo è il principale mentre gli eventuali successivi indicano i ruoli secondari. - (IR) sta per Injured Reserve ed indica la lista ristretta per un solo giocatore infortunato che può tornare ad allenarsi dopo la settimana 6 e a rientrare in prima squadra dopo che questa ha giocato 8 partite. - (NF-Inj.) / (NF-Ill.) stanno rispettivamente per Non-Football Injured e Non-Football Illness ed indicano le liste dove viene inserito un giocatore che ha un infortunio o una malattia non dipendente dal football americano. - (PUP) sta per Physically Unable to Perform ed indica la lista dove viene inserito un giocatore mentre è in attesa di recuperare la condizione fisica. Nella stagione regolare dopo la sesta partita giocata dalla propria squadra, il giocatore ha tempo tre settimane per riprendere ad allenarsi, più tre settimane aggiuntive dal suo rientro agli allenamenti per rientrare in prima squadra. |

## Calendario
| Stagione regolare |                    |                         |                    |                    |        |
| Turno             | Data               | Avversario              | Risultato          | Pubblico           | Record |
| 1                 | 6 settembre 1998   | Oakland Raiders         | V 28–8             | 78,945             | 1-0    |
| 2                 | 13 settembre 1998  | at Jacksonville Jaguars | S 21–16            | 69,821             | 1-1    |
| 3                 | 20 settembre 1998  | San Diego Chargers      | V 23–7             | 73,730             | 2-1    |
| 4                 | 27 settembre 1998  | at Philadelphia Eagles  | V 24–21            | 66,675             | 3-1    |
| 5                 | 4 ottobre 1998     | Seattle Seahawks        | V 17–6             | 66,418             | 4-1    |
| 6                 | 11 ottobre 1998    | at New England Patriots | S 40–10            | 59,749             | 4-2    |
| 7                 | Settimana di pausa | Settimana di pausa      | Settimana di pausa | Settimana di pausa |        |
| 8                 | 26 ottobre 1998    | Pittsburgh Steelers     | S 20–13            | 79,431             | 4-3    |
| 9                 | 1º novembre 1998   | New Yoek Jets           | S 20–17            | 65,104             | 4-4    |
| 10                | 8 novembre 1998    | at Seattle Seahawks     | S 24–12            | 66,251             | 4-5    |
| 11                | 16 novembre 1998   | Denver Broncos          | S 30–7             | 78,100             | 4-6    |
| 12                | 22 novembre 1998   | at San Diego Chargers   | S 38–37            | 59,894             | 4-7    |
| 13                | 29 novembre 1998   | Arizona Cardinals       | V 34–24            | 69,613             | 5-7    |
| 14                | 6 dicembre 1998    | at Denver Broncos       | S 35–31            | 74,692             | 5-8    |
| 15                | 13 dicembre 1998   | Dallas Cowboys          | V 20–17            | 77,697             | 6-8    |
| 16                | 20 dicembre 1998   | at New York Giants      | S 28–7             | 66,040             | 6-9    |
| 17                | 26 dicembre 1998   | at Oakland Raiders      | V 31–24            | 52,679             | 7-9    |

## Classifiche
| AFC West           |    |    |   |      |     |     |     |
|                    | V  | S  | P | %    | PF  | PS  | STR |
| (1) Denver Broncos | 14 | 2  | 0 | .875 | 501 | 309 | V1  |
| Oakland Raiders    | 8  | 8  | 0 | .500 | 288 | 356 | S1  |
| Seattle Seahawks   | 8  | 8  | 0 | .500 | 372 | 310 | S1  |
| Kansas City Chiefs | 7  | 9  | 0 | .438 | 327 | 363 | V1  |
| San Diego Chargers | 5  | 11 | 0 | .313 | 241 | 342 | S5  |